# The Greatest Hits (álbum de INXS)
The Greatest Hits es un álbum recopilatorio de grandes éxitos del grupo de rock australiano INXS en 1994. La compilación fue un éxito en las listas de Australia, alcanzando el número 2; y en el Reino Unido, donde alcanzó el número 3. Por otra parte en Estados Unidos tan solo se logró el número 112 en el Billboard 200; aunque posteriormente sería certificado como disco de Platino. El álbum incluyó dos nuevas canciones: "The Strangest Party (These Are the Times)", y "Deliver Me".

## Listado de canciones
The Greatest Hits se lanzó originalmente con listados de canciones diferentes en Reino Unido, Estados Unidos, Australia, Brasil y México, y también como un lanzamiento de edición limitada con un disco adicional de remezclas tituladoAll Juiced Up en Reino Unido y Australia. La edición japonesa tomó la lista de canciones de Estados Unidos, y en el resto de países tomaron la lista de canciones británica. Posteriormente, el álbum fue relanzado en 1996 en Australia y 1997 en Japón con la lista de canciones del Reino Unido.

### Edición del Reino Unido
Mercury Records. El álbum está disponible en tres formatos, el estándar en disco de vinilo, en casete de cinta magnética de audio y por último en formato digital de disco compacto.
Edición original en CD
| The Greatest Hits |                                             |                                                                                                |          |  |
| N.º               | Título                                      | Escritor(es)                                                                                   | Duración |  |
| 1.                | «Mystify»                                   | Andrew Farriss y Michael Hutchence                                                             | 3:18     |  |
| 2.                | «Suicide Blonde»                            | Andrew Farriss y Michael Hutchence                                                             | 3:50     |  |
| 3.                | «Taste It»                                  | Andrew Farriss y Michael Hutchence                                                             | 3:21     |  |
| 4.                | «The Strangest Party (These Are the Times)» | Andrew Farriss y Michael Hutchence                                                             | 3:52     |  |
| 5.                | «Need You Tonight»                          | Andrew Farriss y Michael Hutchence                                                             | 3:02     |  |
| 6.                | «Original Sin»                              | Andrew Farriss y Michael Hutchence                                                             | 3:47     |  |
| 7.                | «Heaven Sent»                               | Andrew Farriss                                                                                 | 3:22     |  |
| 8.                | «Disappear»                                 | Jon Farriss y Michael Hutchence                                                                | 4:08     |  |
| 9.                | «Never Tear Us Apart»                       | Andrew Farriss y Michael Hutchence                                                             | 3:02     |  |
| 10.               | «The Gift»                                  | Jon Farriss y Michael Hutchence                                                                | 4:04     |  |
| 11.               | «Devil Inside»                              | Andrew Farriss y Michael Hutchence                                                             | 5:12     |  |
| 12.               | «Beautiful Girl»                            | Andrew Farriss                                                                                 | 3:29     |  |
| 13.               | «Deliver Me»                                | Andrew Farriss y Michael Hutchence                                                             | 3:48     |  |
| 14.               | «New Sensation»                             | Andrew Farriss y Michael Hutchence                                                             | 3:40     |  |
| 15.               | «What You Need»                             | Andrew Farriss y Michael Hutchence                                                             | 3:35     |  |
| 16.               | «Listen Like Thieves»                       | Andrew Farriss, Tim Farriss, Joan Farriss, Michael Hutchence, Garry Gary Beers y Kirk Pengilly | 3:47     |  |
| 17.               | «Bitter Tears»                              | Andrew Farriss y Michael Hutchence                                                             | 3:49     |  |
| 18.               | «Baby Don't Cry»                            | Andrew Farriss                                                                                 | 4:30     |  |

### Edición de Estados Unidos
Atlantic Records. El álbum está disponible en dos formatos, en casete de cinta magnética de audio y en formato digital de disco compacto.
Edición original en CD
| The Greatest Hits |                                             |                                                                                                |          |  |
| N.º               | Título                                      | Escritor(es)                                                                                   | Duración |  |
| 1.                | «The One Thing»                             | Andrew Farriss y Michael Hutchence                                                             | 3:24     |  |
| 2.                | «Original Sin»                              | Andrew Farriss y Michael Hutchence                                                             | 3:47     |  |
| 3.                | «What You Need»                             | Andrew Farriss y Michael Hutchence                                                             | 3:35     |  |
| 4.                | «Listen Like Thieves»                       | Andrew Farriss, Tim Farriss, Joan Farriss, Michael Hutchence, Garry Gary Beers y Kirk Pengilly | 3:47     |  |
| 5.                | «Shine Like It Does»                        | Andrew Farriss y Michael Hutchence                                                             | 3:05     |  |
| 6.                | «Need You Tonight»                          | Andrew Farriss y Michael Hutchence                                                             | 3:02     |  |
| 7.                | «Devil Inside»                              | Andrew Farriss y Michael Hutchence                                                             | 5:12     |  |
| 8.                | «New Sensation»                             | Andrew Farriss y Michael Hutchence                                                             | 3:40     |  |
| 9.                | «Never Tear Us Apart»                       | Andrew Farriss y Michael Hutchence                                                             | 3:02     |  |
| 10.               | «Suicide Blonde»                            | Andrew Farriss y Michael Hutchence                                                             | 3:50     |  |
| 11.               | «Disappear»                                 | Jon Farriss y Michael Hutchence                                                                | 4:08     |  |
| 12.               | «The Stairs»                                | Andrew Farriss y Michael Hutchence                                                             | 4:56     |  |
| 13.               | «Heaven Sent»                               | Andrew Farriss                                                                                 | 3:22     |  |
| 14.               | «Beautiful Girl»                            | Andrew Farriss                                                                                 | 3:29     |  |
| 15.               | «The Strangest Party (These Are the Times)» | Andrew Farriss y Michael Hutchence                                                             | 3:52     |  |
| 16.               | «Deliver Me»                                | Andrew Farriss y Michael Hutchence                                                             | 3:48     |  |

### Edición de Australia
WEA Records. El álbum está disponible en dos formatos, en casete de cinta magnética de audio y en formato digital de disco compacto.
Edición original en CD
| The Greatest Hits |                                             |                                                                                                |          |  |
| N.º               | Título                                      | Escritor(es)                                                                                   | Duración |  |
| 1.                | «Just Keep Walking»                         | Andrew Farriss, Tim Farriss, Joan Farriss, Michael Hutchence, Garry Gary Beers y Kirk Pengilly | 2:43     |  |
| 2.                | «The Loved One»                             | Ian Clyne, Gerry Humphreys y Rob Lovett                                                        | 3:37     |  |
| 3.                | «Don't Change»                              | Andrew Farriss, Tim Farriss, Joan Farriss, Michael Hutchence, Garry Gary Beers y Kirk Pengilly | 4:24     |  |
| 4.                | «Original Sin»                              | Andrew Farriss y Michael Hutchence                                                             | 3:47     |  |
| 5.                | «I Send a Message»                          | Andrew Farriss y Michael Hutchence                                                             | 3:24     |  |
| 6.                | «Burn for You»                              | Andrew Farriss y Michael Hutchence                                                             | 4:59     |  |
| 7.                | «What You Need»                             | Andrew Farriss y Michael Hutchence                                                             | 3:35     |  |
| 8.                | «This Time»                                 | Andrew Farriss                                                                                 | 3:11     |  |
| 9.                | «Kiss the Dirt (Falling Down the Mountain)» | Andrew Farriss y Michael Hutchence                                                             | 3:56     |  |
| 10.               | «Listen Like Thieves»                       | Andrew Farriss, Tim Farriss, Joan Farriss, Michael Hutchence, Garry Gary Beers y Kirk Pengilly | 3:47     |  |
| 11.               | «Need You Tonight»                          | Andrew Farriss y Michael Hutchence                                                             | 3:02     |  |
| 12.               | «Mediate»                                   | Andrew Farriss                                                                                 | 2:32     |  |
| 13.               | «Devil Inside»                              | Andrew Farriss y Michael Hutchence                                                             | 5:12     |  |
| 14.               | «New Sensation»                             | Andrew Farriss y Michael Hutchence                                                             | 3:40     |  |
| 15.               | «Never Tear Us Apart»                       | Andrew Farriss y Michael Hutchence                                                             | 3:02     |  |
| 16.               | «Suicide Blonde»                            | Andrew Farriss y Michael Hutchence                                                             | 3:50     |  |
| 17.               | «Disappear»                                 | Jon Farriss y Michael Hutchence                                                                | 4:08     |  |
| 18.               | «Heaven Sent»                               | Andrew Farriss                                                                                 | 3:22     |  |
| 19.               | «The Gift»                                  | Jon Farriss y Michael Hutchence                                                                | 4:04     |  |
| 20.               | «The Strangest Party (These Are the Times)» | Andrew Farriss y Michael Hutchence                                                             | 3:52     |  |

### Edición de Brasil
Atlantic Records. El álbum está disponible en dos formatos, en disco de vinilo y en formato digital de disco compacto.
Edición original en CD
| The Greatest Hits |                                             |                                    |          |  |
| N.º               | Título                                      | Escritor(es)                       | Duración |  |
| 1.                | «Original Sin»                              | Andrew Farriss y Michael Hutchence | 3:47     |  |
| 2.                | «What You Need»                             | Andrew Farriss y Michael Hutchence | 3:35     |  |
| 3.                | «Need You Tonight»                          | Andrew Farriss y Michael Hutchence | 3:02     |  |
| 4.                | «Devil Inside»                              | Andrew Farriss y Michael Hutchence | 5:12     |  |
| 5.                | «New Sensation»                             | Andrew Farriss y Michael Hutchence | 3:40     |  |
| 6.                | «Never Tear Us Apart»                       | Andrew Farriss y Michael Hutchence | 3:02     |  |
| 7.                | «Suicide Blonde»                            | Andrew Farriss y Michael Hutchence | 3:50     |  |
| 8.                | «Disappear»                                 | Jon Farriss y Michael Hutchence    | 4:08     |  |
| 9.                | «By My Side»                                | Andrew Farriss y Kirk Pengilly     | 3:06     |  |
| 10.               | «Beautiful Girl»                            | Andrew Farriss                     | 3:29     |  |
| 11.               | «Heaven Sent»                               | Andrew Farriss                     | 3:22     |  |
| 12.               | «Please (You Got That ...)»                 | Andrew Farriss y Michael Hutchence | 3:02     |  |
| 13.               | «The Strangest Party (These Are the Times)» | Andrew Farriss y Michael Hutchence | 3:52     |  |
| 14.               | «Deliver Me»                                | Andrew Farriss y Michael Hutchence | 3:48     |  |

## All Juiced Up
La edición especial del recopilatorio incluye un CD adicional con remixes.

| All Juiced Up |                                                      |              |          |  |
| N.º           | Título                                               | Escritor(es) | Duración |  |
| 1.            | «Taste It (Youth Accapella Mix)»                     |              |          |  |
| 2.            | «Cut Your Roses Down (Sure Is Pure Mix)»             |              |          |  |
| 3.            | «Suicide Blonde (Milk Mix)»                          |              |          |  |
| 4.            | «Please (You Got That ...) (E-Smoove Club Need Mix)» |              |          |  |
| 5.            | «Disappear (Red Zone Mix)»                           |              |          |  |
| 6.            | «I'm Only Looking (Morales Bad Yard Mix)»            |              |          |  |
| 7.            | «Cut Your Roses Down (Sure Dub Mix)»                 |              |          |  |
| 8.            | «What You Need (Cold Cut Mix)»                       |              |          |  |
| 9.            | «Devil Inside (12" Mix)»                             |              |          |  |

## Relación de ediciones
Álbum The Greatest Hits
| Formato | Región         | Sello             | Nº de catálogo | Fecha                             |
| LP      | Europa         | Mercury Records   | 526 230-1      | 1994 (2 vinilos 18 temas)         |
| LP      | Brasil         | Mercury Records   | 526 438-1      | 1994 (1 vinilo 14 temas)          |
| MC      | Australia      | East West Records | 4509983884     | 1994 (20 temas)                   |
| MC      | Canadá         | Atlantic Records  | A4 82622       | 1994 (16 temas)                   |
| MC      | Estados Unidos | Atlantic Records  | 82622-4        | 1994 (16 temas)                   |
| MC      | Europa         | Mercury Records   | 526 230-4      | 1994 (18 temas)                   |
| CD      | Australia      | East West Records | 4509983882     | 1994 (20 temas)                   |
| CD      | Australia      | East West Records | 4509983892     | 1994 (doble CD con All Juiced Up) |
| CD      | Estados Unidos | Atlantic Records  | 82622-2        | 1994 (16 temas)                   |
| CD      | Canadá         | Atlantic Records  | A2 82622       | 1994 (16 temas)                   |
| CD      | Europa         | Mercury Records   | 526 230-2      | 1994 (18 temas)                   |
| CD      | Brasil         | Mercury Records   | 526 438-2      | 1994 (14 temas)                   |

## Sencillos
- "The Strangest Party (These Are the Times)" (24 de octubre de 1994)

## Gira
En 1994 INXS estuvo de gira con el Dirty Honeymoon Tour que terminaron en verano en Europa. El disco recopilatorio como tal no tuvo gira pero INXS hizo dos conciertos en Londres bajo la promoción de este disco.